# Demos
Dimos, demos (gr. δήμος – dimos) – jednostka podziału administracyjnego Grecji, odpowiadająca polskiemu pojęciu gminy lub dzielnicy miasta. W starożytności słowo to posiadało więcej znaczeń.

## Dimosy w Republice Grecji
Istnieją dimosy miejskie i dimosy wiejskie. Miejskie dimosy urzędowo nazywane są w Grecji „miastem” (πόλη – poli, a dawniej: πόλις – polis). W aspekcie urbanistycznym, w dużych ośrodkach, dimosy odpowiadają polskiemu pojęciu dzielnic miasta. Dimosy wiejskie dzielą się terytorialnie na dimotiko diamerisma (l.mn.: dimotika diamerismata), odpowiadające poszczególnym wsiom lub małym osadom. Dimosem zarządza dimarchos (burmistrz), wybierany w powszechnych wyborach samorządowych. Od 1 stycznia 2011, Grecja liczy 325 dimosów. Gdy do 31 grudnia 2010 było ich 1034.

## Starożytne znaczenia słowa „demos”
- Podstawowa jednostka terytorialna, gmina, polskie określenie: dem (język starogrecki: δῆμος – demos).
- Społeczność wolnych obywateli, dorosłych mężczyzn, stałych mieszkańców zamieszkujących dem, lub wywodzących się zeń, prawidłowo wywiązujących się z obowiązków wobec społeczeństwa, przez co ujętych w spisach obywateli jako demotes i posiadających polityczne prawo głosu. Obywatelstwo demu mogło zostać odebrane, jako kara za niegodną postawę etyczną. Według niektórych ocen, w starożytnych Atenach okresu Peryklesa, demotes stanowili 40 tysięcy, spośród około 120 tysięcy ogółu ludności[2].
- W okresie Grecji klasycznej rozwinięto też pojęcie abstrakcyjne demosu, rozumianego jako lud – źródło praw i władzy[3] – jednak ograniczano je do ogółu pełnoprawnych obywateli, ujętych w spisach stałych mieszkańców gmin.

Od słów demos oraz kratos (władza) wywodzi się słowo demokracja.